# Heunginjimun
Dongdaemun
« Dongdaemun » redirige ici. Pour les autres significations, voir Dongdaemun (homonymie).
Heunginjimun (en hangeul: 흥인지문, en hanja: 興仁之門) ou Dongdaemun (en hangeul: 동대문) est la grande porte Est de Séoul. La porte est construite en 1396 sous le règne de Taejo. Après une rénovation en 1453 elle est reconstruite en 1869 sous le règne de Kojong.
Dongdaemun a donné son nom à divers lieux situés à proximité, notamment à un important marché (en), à un ancien stade, à une station de métro, au complexe Dongdaemun Design Plaza et à l'arrondissement Dongdaemun-gu (dans lequel la porte n'est cependant pas située).